# Bruno Mahlow
Bruno Mahlow (Moszkva, 1937. június 27. – Berlin, 2023. február 22.) német politikus és diplomata. Édesapja a Németország Kommunista Pártja egyik alapítója volt, de Hitler idején menekülnie kellett Berlinből, így került a Szovjetunióba, fia is ott született.

## Díjai, elismerései
- Hazafias Érdemrend (1974, bronz)
- Hazafias Érdemrend (1976, ezüst)
- Hazafias Érdemrend (1987, arany)